# Маршалкі (Великопольське воєводство)
Маршалкі (пол. Marszałki) — село в Польщі, у гміні Ґрабув-над-Просною Остшешовського повіту Великопольського воєводства.
Населення — 697 осіб (2011).
У 1975-1998 роках село належало до Каліського воєводства.

## Демографія
Демографічна структура станом на 31 березня 2011 року:
|          | Загалом | Допрацездатний вік | Працездатний вік | Постпрацездатний вік |
| -------- | ------- | ------------------ | ---------------- | -------------------- |
| Чоловіки | 348     | 77                 | 208              | 63                   |
| Жінки    | 349     | 72                 | 158              | 119                  |
| Разом    | 697     | 149                | 366              | 182                  |